# Diócesis de Vilkaviškis
La diócesis de Vilkaviškis (en latín: Dioecesis Vilkaviskensis y en lituano: Vilkaviškio vyskupija) es una circunscripción eclesiástica de la Iglesia católica en Lituania. Se trata de una diócesis latina, sufragánea de la arquidiócesis de Kaunas. Desde el 5 de enero de 2002 su obispo es Rimantas Norvila.

## Territorio y organización

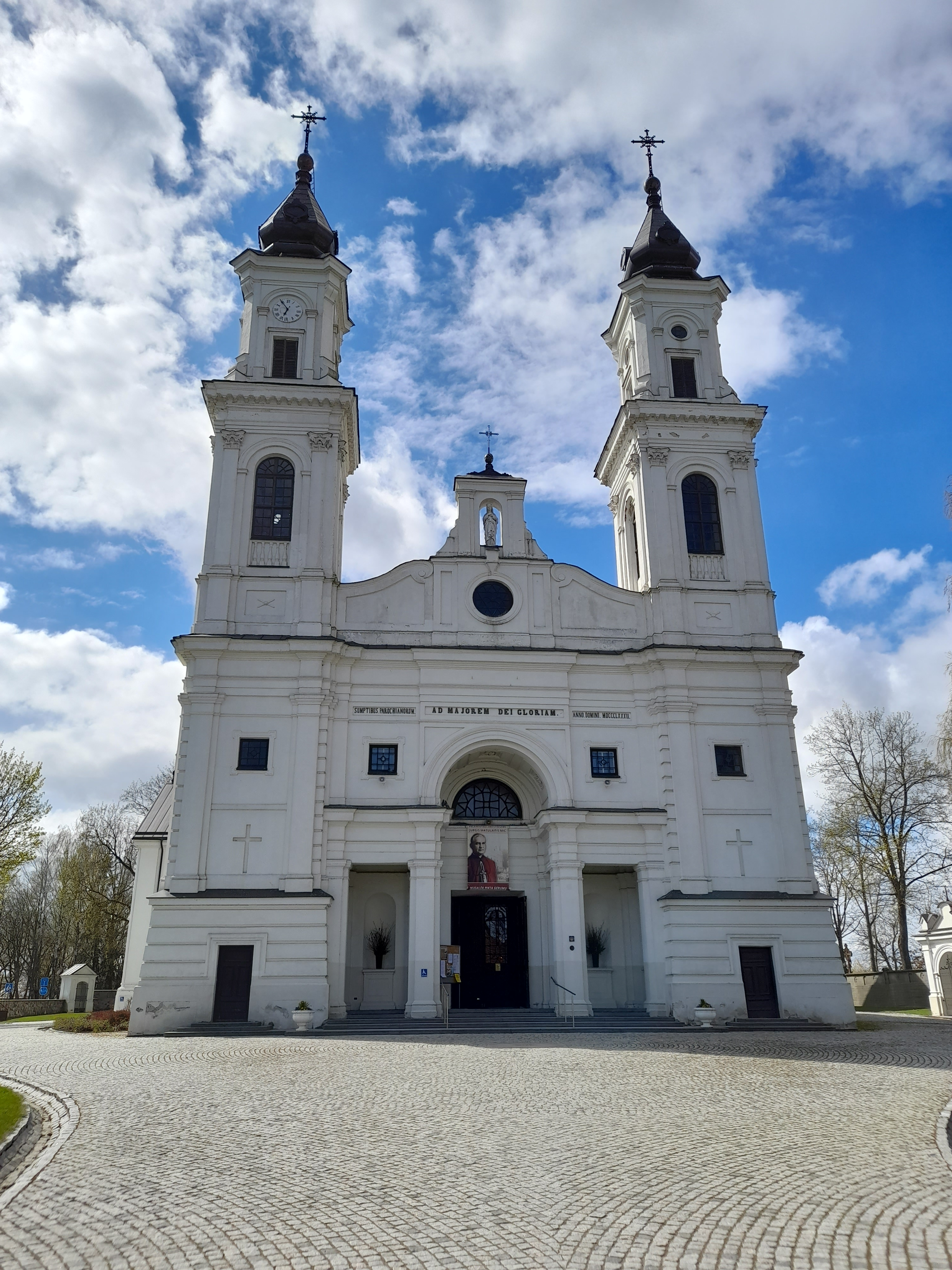
Basílica de San Miguel Arcángel, en Marijampolė

La diócesis tiene 6280 km² y extiende su jurisdicción sobre los fieles católicos de rito latino residentes en la provincia de Marijampolė y parte de las de Alytus y de Kaunas.
La sede de la diócesis se encuentra en la ciudad de Marijampolė, en donde se halla la basílica menor de San Miguel Arcángel. En Vilkaviškis se encuentra la Catedral de la Santísima Virgen María. 
En 2022 en la diócesis existían 104 parroquias agrupadas en 7 decanatos: Aleksotas, Alytus, Lazdijai, Marijampolė, Prienų, Šakiai y Vilkaviškis.

## Historia
La diócesis fue erigida el 4 de abril de 1926 mediante la bula Lituanorum gente del papa Pío XI separando territorio de la diócesis de Łomża. La nueva diócesis comprendía los 11 decanatos de la diócesis de Augustów que después de la Primera Guerra Mundial se encontraban en territorio lituano. El primer obispo de la nueva diócesis fue Antanas Karosas (Antoni Karaś), que fue el último obispo de Augustów o Sejny y que, inmediatamente después de la guerra, había fijado su sede en Vilkaviškis.
En 1930 se terminó la construcción del seminario diocesano. El año siguiente se celebró el primer congreso eucarístico y en 1934 se convocó el primer sínodo diocesano.
El gobierno soviético unió la diócesis de Vilkaviškis con la arquidiócesis de Kaunas y obligó a ambas diócesis a ser administradas por los obispos de Kaunas o los administradores de la arquidiócesis. En los años de la posguerra, más de 60 sacerdotes de la diócesis de Vilkaviškis fueron encarcelados, 9 de ellos no regresaron de los lugares de ejecución. En 1989 la diócesis de Vilkaviškis se independizó nuevamente, y Juozas Žemaitis, M.I.C. fue nombrado obispo.

## Estadísticas
Según el Anuario Pontificio 2023 la diócesis tenía a fines de 2022 un total de 276 356 fieles bautizados.
| Año                                                                             | Población            | Población | Población      | Sacerdotes | Sacerdotes    | Sacerdotes    | Bautizados por sacerdote | Diáconos permanentes | Religiosos | Religiosos | Parroquias |
| Año                                                                             | Bautizados católicos | Total     | % de católicos | Total      | Clero secular | Clero regular | Bautizados por sacerdote | Diáconos permanentes | Varones    | Mujeres    | Parroquias |
| ------------------------------------------------------------------------------- | -------------------- | --------- | -------------- | ---------- | ------------- | ------------- | ------------------------ | -------------------- | ---------- | ---------- | ---------- |
| 1950                                                                            | 350 000              | 365 000   | 95.9           |            |               |               |                          |                      |            |            | 101        |
| 1970                                                                            | ?                    | ?         | ?              | 127        | 127           |               | ?                        |                      |            |            | 94         |
| 1980                                                                            | ?                    | ?         | ?              | 111        | 111           |               | ?                        |                      |            |            | 94         |
| 1990                                                                            | 351.400              | ?         | ?              | 114        | 114           |               | 3082                     | 1                    |            |            | 100        |
| 1999                                                                            | 400 200              | 443 000   | 90.3           | 123        | 110           | 13            | 3253                     | 1                    | 15         | 80         | 103        |
| 2000                                                                            | 400 200              | 443 000   | 90.3           | 118        | 109           | 9             | 3391                     |                      | 11         | 80         | 103        |
| 2001                                                                            | 400 200              | 443 000   | 90.3           | 120        | 112           | 8             | 3335                     |                      | 14         | 95         | 103        |
| 2002                                                                            | 400 200              | 443 000   | 90.3           | 123        | 116           | 7             | 3253                     |                      | 13         | 94         | 103        |
| 2003                                                                            | 398 800              | 442 900   | 90.0           | 121        | 113           | 8             | 3295                     |                      | 11         | 81         | 103        |
| 2004                                                                            | 382 400              | 403 000   | 94.9           | 121        | 113           | 8             | 3160                     |                      | 10         | 93         | 103        |
| 2010                                                                            | 346 360              | 354 500   | 97.7           | 125        | 118           | 7             | 2770                     |                      | 8          | 93         | 105        |
| 2014                                                                            | 331 154              | 339 241   | 97.6           | 122        | 117           | 5             | 2714                     |                      | 6          | 86         | 106        |
| 2017                                                                            | 311 000              | 319 126   | 97.5           | 115        | 109           | 6             | 2704                     |                      | 8          | 75         | 104        |
| 2020                                                                            | 279 633              | 303 565   | 92.1           | 108        | 103           | 5             | 2589                     | 4                    | 7          | 71         | 104        |
| 2022                                                                            | 276 356              | 300 917   | 91.8           | 106        | 103           | 3             | 2607                     | 4                    | 4          | 51         | 104        |
| Fuente: Catholic-Hierarchy, que a su vez toma los datos del Anuario Pontificio. |                      |           |                |            |               |               |                          |                      |            |            |            |

## Episcopologio
- Antanas Karosas † (5 de abril de 1926-7 de julio de 1947 falleció)
  - Sede vacante (1947-1991)
- Juozas Žemaitis, M.I.C. (24 de diciembre de 1991-5 de enero de 2002 retirado)[nota 1]
- Rimantas Norvila, desde el 5 de enero de 2002